# San Vittore del Lazio
San Vittore del Lazio è un comune italiano di 2 315 abitanti della provincia di Frosinone nel Lazio.

## Geografia fisica

### Territorio
San Vittore è arroccato su di un colle che sovrasta la valle in cui il Liri confluisce nel Gari; il territorio comunale è il territorio laziale che s'incunea tra Campania e Molise. Condivide con Accumoli, Acquapendente, Cittareale e Picinisco la particolarità di essere uno dei cinque comuni laziali il cui territorio comunale confina con più regioni diverse dal territorio di appartenenza. 

### Clima
Classificazione climatica: zona D, 1507 GR/G

## Origini del nome
Il toponimo deriva dall'antica cella benedettina vicino alla quale sorse il nucleo urbano. Si aggiunse "del Lazio" per distinguerlo dai comuni italiani altrimenti omonimi.

## Storia
Si identificano nel territorio comunale, precisamente in località Marena-Falascosa, molti resti di mura megalitiche, eretti probabilmente dai Sanniti, identificati con le mura di Aquilonia; la cinta muraria è lunga circa un chilometro e mezzo snodandosi sul pendio Ovest del Monte Sammucro. Sono stati rintracciati nel territorio comunale di San Vittore varie testimonianze pre-romane e romane oltre la cinta muraria.
San Vittore viene fondata nel IX secolo attorno ad una chiesa eretta dai padri benedettini di Montecassino, che governavano il territorio. La più antica menzione del castello è del 1057 in un documento che attesta la sua appartenenza alla Terra di San Benedetto. Nel XV secolo il castello appartenne ai Mancini di Venafro; alla loro estinzione passò con il palazzo e le terre ai Mancini di Napoli Marchesi di Fusignano, che però non vi risiederono mai, dimorando essi a Castel Baronia nel Principato Ultra.
Nel XIX secolo il Conte Antonio Mancini dei Marchesi di Fusignano (figlio del Conte Gennaro e di Lucrezia Cedronio dei Marchesi di Rocca d'Evandro), 1° Tenente della Gendarmeria Reale dell'Esercito delle Due Sicilie, ereditò tutti i beni di famiglia in Terra di Lavoro: egli, per primo, stabilì la sua dimora nel castello avito di San Vittore.
Per secoli fu un fiorente centro produttivo di oggetti in argilla, in bronzo fuso e legno; rimane in attività oggi qualche fornace per laterizi oggi, per il resto la popolazione è occupata nel settore industriale.

## Monumenti e luoghi d'interesse

### Architetture religiose
- La chiesa di San Nicola è per la cittadinanza il monumento più importante: contiene cicli pittorici (XIV secolo) ritraenti le opere di misericordia e il martirio di Santa Margherita d'Antiochia.
- La chiesa di Santa Maria della Rosa segue una impostazione architettonica molto antica: il campanile è collocato al centro della facciata.
- La chiesa della Madonna delle Grazie, nei pressi del Camposanto, è stata restaurata nel 1968.

## Società

### Evoluzione demografica
Abitanti censiti

### Religione
La popolazione professa per la maggior parte la religione cattolica e afferisce alla diocesi di Sora-Cassino-Aquino-Pontecorvo, ma fino all'anno 2014 faceva parte dell'abbazia territoriale di Montecassino.

### Tradizioni e folclore
- San Vittore - 8 maggio
- Vita e Costumi nel Medioevo - inizi di agosto

## Economia
Di seguito la tabella storica elaborata dall'Istat a tema Unità locali, intesa come numero di imprese attive, ed addetti, intesi come numero di addetti delle imprese locali attive (valori medi annui).
|                       | 2015                  |                              |                            |                |                       |                     | 2014                  |                | 2013                  |                |
| --------------------- | --------------------- | ---------------------------- | -------------------------- | -------------- | --------------------- | ------------------- | --------------------- | -------------- | --------------------- | -------------- |
|                       | Numero imprese attive | % Provinciale Imprese attive | % Regionale Imprese attive | Numero addetti | % Provinciale Addetti | % Regionale Addetti | Numero imprese attive | Numero addetti | Numero imprese attive | Numero addetti |
| San Vittore del Lazio | 171                   | 0,51%                        | 0,04%                      | 651            | 0,61%                 | 0,04%               | 188                   | 633            | 187                   | 602            |
| Frosinone             | 33.605                |                              | 7,38%                      | 106.578        |                       | 6,92%               | 34.015                | 107.546        | 35.081                | 111.529        |
| Lazio                 | 455.591               |                              |                            | 1.539.359      |                       |                     | 457.686               | 1.510.459      | 464.094               | 1.525.471      |

Nel 2015 le 171 imprese operanti nel territorio comunale, che rappresentavano lo 0,51% del totale provinciale (33.605 imprese attive), hanno occupato 651 addetti, lo 0,61% del dato provinciale; in media, ogni impresa nel 2015 ha occupato poco meno di quattro addetti (3,81).

## Infrastrutture e trasporti

### Ferrovie
San Vittore del Lazio è servito dalla Stazione di Rocca d'Evandro-San Vittore.

### Autostrade
È collegata con l'Autostrada del Sole (Milano-Napoli) attraverso l'uscita San Vittore.

## Amministrazione
Fino al 1927 faceva parte della provincia di Terra di Lavoro e si chiamava solamente San Vittore. In realtà si chiamava già San Vittore del Lazio, (fonte "Annuario generale Touring Club Italiano 1925-1926") Nel 1927, a seguito del riordino delle circoscrizioni provinciali stabilito dal regio decreto n. 1 del 2 gennaio 1927, per volontà del governo fascista, quando venne istituita la provincia di Frosinone, San Vittore del Lazio passò dalla provincia di Caserta a quella di Frosinone.

### Altre informazioni amministrative
- Fa parte della Comunità montana Valle del Liri.